# بيركلورات الفضة
بيركلورات الفضة مركب كيميائي صيغته AgClO4، وهو قابل للاسترطاب بشكل كبير وغالباً ما يكون على شكل أحادي هيدرات AgClO4·H2O على هيئة بلورات عديمة اللون.

## التحضير
يحضر المركب من تفاعل حمض البيركلوريك مع أكسيد الفضة الأحادية حسب التفاعل:
{\displaystyle \mathrm {Ag_{2}O+2\ HClO_{4}\longrightarrow 2\ AgClO_{4}+H_{2}O} }

## الخواص
يوجد المركب في الشروط القياسية على شكل بلورات عديمة اللون قابلة للتسيل بسبب قابلية الاسترطاب المرتفعة، ويوجد غالباً على شكل أحادي هيدرات، وهو جيد الانحلالية في الماء؛ كما أنه قادر أيضاً على الذوبان في المذيبات العضوية مثل البنزين والتولوين؛ وتميل الفضة في تلك المذيبات العضوية إلى الارتباط مع الأرينات كما أظهرت دراسة البلورات بالأشعة السينية.
يعد المركب من المؤكسدات القوية.

## الاستخدامات
يستخدم المركب على نطاق محدود في مجال التحفيز في الكيمياء العضوية.